# Kiwiana
Kiwiana ist ein unter Neuseeländern verbreiteter Begriff, um Objekte, Zeichen, Sprache und kulturelle Gepflogenheiten zu beschreiben, welche die neuseeländische Identität und das neuseeländische Nationalgefühl ausmachen.

## Kiwiana
Seit etwa der Mitte des 19. Jahrhunderts haben sich aus den Traditionen der Europäer und der Māori nationale neuseeländische Bräuche entwickelt. Der Begriff Kiwiana bezieht sich auf Neuseelands Kultur und Geschichte und bestimmt die nationale Identität. Er definiert, was es heißt, ein Kiwi zu sein, wie sich die Einwohner Neuseelands oft selbst nennen.
Unterschiedliche kulturelle Ursprünge spielen bei Kiwiana nur entfernt eine Rolle. Die Stärke der Identifikation ist jedoch verschieden.
Um als Kiwiana zu gelten, muss etwas besonders typisch für Neuseeland sein und ein positives Bild assoziieren. Aufgrund der Globalisierung fürchten manche Neuseeländer jedoch eine Schwächung der nationalen Identität, die Kiwiana aufrechterhalten will. Andererseits ist nationale Identität jedoch auch wandelbar.

## Essen

### Pavlova

Pavlova mit Kiwis und Erdbeeren

In Südostasien und Ozeanien wird der Kuchen Pavlova erst seit dem Besuch der namensgebenden Balletttänzerin Anna Pawlowna Pawlowa gebacken. Pavlovas bestehen aus Eiweiß, Zucker, Salz, Vanilleextrakt, Maisstärke und Essig und werden zu Weihnachten oft mit Kiwis, Erdbeeren und/oder Sahne gegessen. Strittig ist, ob es den Kuchen zuerst in Neuseeland oder Australien gab. Das älteste belegte Rezept stammt aktuell aus Neuseeland, weshalb im Oxford Dictionary Neuseeland als Ursprungsland angegeben ist.

### Lemon & Paeroa (L&P)

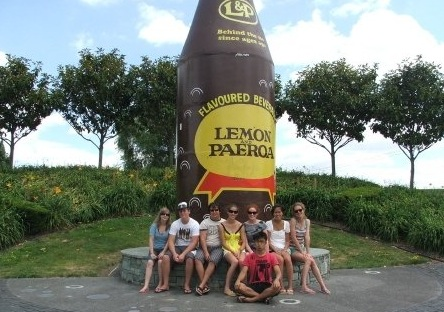
L&P-Flasche in Paeroa

Lemon & Paeroa ist ein limonadeähnliches Getränk, das erst in Paeroa produziert wurde. Lemon & Paeroa wurde ursprünglich aus Zitronensaft und Mineralwasser aus Paeroa hergestellt, daher der Name. Heutzutage gehört L&P zu Coca-Cola, ist aber immer noch populär.
L&P wurde zuerst von Menzies and Company 1907 produziert und bis etwa 1970 in Paeroa hergestellt. die Stadt hat einen gewissen Ruhm durch das Getränk erlangt und hat zur Förderung des Tourismus eine große Flasche zur Besichtigung aufgestellt.

### Hokey Pokey

Hokey-Pokey-Eis

Hokey Pokey ist ein Bonbon, das oft mit Eiscreme verzehrt oder direkt als „Hokey-Pokey-Eis“, Vanilleeis mit kleinen Kügelchen aus Hokey Pokey, angeboten wird.

### Kiwis (Früchte)
Die ursprünglich aus China stammende Kiwifrucht hat eine große Bedeutung für Neuseeland, heute werden die meisten Kiwis hier kultiviert. Etwa 1959 wird das Obst erstmals „Kiwifruit“ genannt, da die Neuseeländer einen charakteristischen Namen für die Frucht wollten und die Frucht ihrer Auffassung nach etwas dem Vogel Kiwi ähnelt.

### ANZAC Biscuits
ANZAC Biscuits sind australische und neuseeländische Kekse. ANZAC steht für das Australian and New Zealand Army Corps, das im Ersten Weltkrieg im Einsatz war. Der Name stammt daher, dass die Kekse für die Soldaten in Europa bestimmt waren und daher zum Beispiel keine Eier enthielten, um länger haltbar zu sein. Heute enthalten sie meistens Kokosnuss. Besonders gerne werden sie am ANZAC Day gegessen.

### Weet Bix
Obwohl Weet-Bix aus Australien stammen, sind sie auch in Neuseeland beliebt. Weet-Bix bestehen aus Weizen und ähneln den Weetabix. Es gibt die Redewendung „I hope he’s had his weet-bix“ („Ich hoffe, er hatte seine Weet-Bix“), wenn es bei Sportlern auf ihre Leistung ankommt.

### Pineapple Lumps
Pineapple Lumps sind Süßigkeiten mit Ananasgeschmack und Schokoladenüberzug, die seit 1935 produziert werden.

### Jaffas
Jaffas sind kleine Kugeln aus Schokolade, die eine orangefarbige Hülle haben und wie Orangenschokolade schmecken. Sie sind in Australien und Neuseeland erhältlich. Man benutzt das Wort „Jafa“ (mit einem 'f') jedoch, um Leute aus Auckland zu beleidigen. Dies steht dann für „Just Another Fucking Aucklander“ („Nur ein weiterer verdammter Aucklander“).

## Tiere

### Kiwi
Das Wahrzeichen von Neuseeland ist der einheimische Kiwi. Der flugunfähige Vogel ist das Wappentier von Neuseeland und steht unter Naturschutz. Andere einheimische neuseeländische Vögel sind der Pukeko (eine Unterart des Purpurhuhns), Kaka, Takahē, Kakapo, Schmuckvogel, Tui und der Kea. Obwohl sie unter Naturschutz stehen, sind sie relativ häufig zu sehen.

### Schafe

Schafe in Neuseeland

Nach Australien ist Neuseeland der zweitgrößte Wollproduzent der Welt. In Neuseeland leben mit 45 Millionen Schafen ungefähr elfmal so viele Schafe wie Menschen, die Schafwirtschaft hat eine wichtige Stellung in Neuseeland. Neben Wolle exportiert Neuseeland auch Lammfleisch in die ganze Welt.

## Weiteres

### Buzzy Bee
Buzzy Bee ist ein Holzspielzeug aus Neuseeland, das dort seit Jahrzehnten beliebt ist. Die Produktion und die Materialien haben sich jedoch geändert, und die Herstellung findet heute vorwiegend in Shanghai statt.

### Gummistiefel

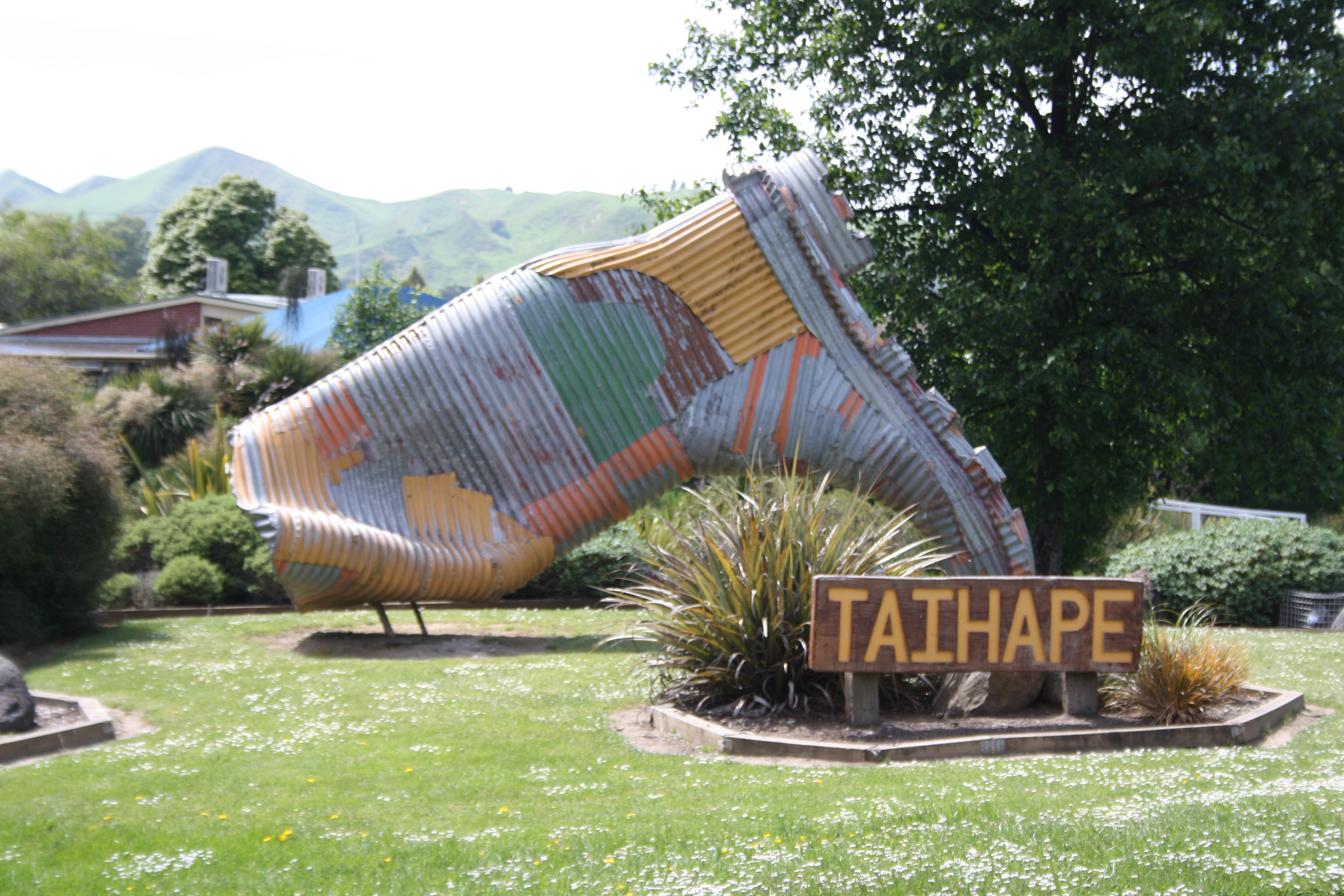
Ortseingang Taihape

Da Gummistiefel auf den unzähligen Bauernhöfen und Farmen Neuseelands häufig getragen werden,  werden sie ebenfalls zur nationalen Identität benutzt. Der Ort Taihape in der Mitte der Nordinsel wird auch Gummistiefelhauptstadt der Welt genannt, womit er die landwirtschaftlich geprägten Orte repräsentiert. Es gibt auch einen großen Wellblech-Gummistiefel, der auch Touristen anzieht.

## Sport
Die vorherrschende Sportart Neuseelands, die etwa einen Status wie Fußball in Deutschland hat, ist Rugby. Das männliche Team wird All Blacks, das weibliche Black Ferns genannt, die Rollstuhlmannschaft nennt sich Wheel Blacks. Populär ist zudem Netball (Silver Ferns), Cricket (Black Caps), Hockey (Black Sticks), Fußball (All Whites), Basketball (männlich:  Tall Blacks, weiblich: Tall Ferns) und Softball (Black Socks).

## Neuseeländische Sprichwörter
Die offiziellen Sprachen Neuseelands sind Māori und Englisch. Im neuseeländischen Alltagsleben wird eine einzigartige Umgangssprache gesprochen, die Ausländer zuerst oft schwer verständlich finden und erst erlernen müssen.
Die meisten der folgenden Redensarten werden sehr häufig angewendet:
- All good / All g / No worries: Bitte schön; kein Problem
- Bob’s your uncle: Da hast du’s!
- Bro: Bruder[14] – sehr umgangssprachlich; ungefähr gleich wie die Verwendung des amerikanischen „man“, oft benutzt am Ende eines Satzes, um eine freundliche Stimmung zu erzeugen.
- Good on ya, mate / Give that man a chocolate fish!: Gut gemacht, Glückwunsch
- She’ll be right, mate: Das wird schon gut / keine Sorge, das wird schon klappen[14]
- Sweet / Sweet as / Good as gold / Beaut: Toll, klasse, sehr gut
- Tiki-tour: Spritztour[14]
- You can handle the jandal: Du schaffst das.
- Koha: Geschenk, Schenkung (aus der Sprache der Māori)

Weitere neuseeländische Sprichwörter finden sich in der Liste neuseeländischer Wörter und Redewendungen.

## Weltanschauung
Die Weltanschauung der Neuseeländer, oft „Kiwi Ingenuity“ genannt, beschreibt eine positive Grundeinstellung gegenüber einer Aufgabe und die angebliche Fähigkeit, mit beschränkten Hilfsmitteln dennoch besonders gute Resultate zu liefern. Wichtige Figuren in der Geschichte von Neuseeland sind Erfinder wie Richard Pearse, W. F. Hamilton, John Britten und Burt Munro.
Typisch ist es ebenfalls, dass Komplimente, eigene Fähigkeiten, Leistungen etc. heruntergespielt werden. Erkennbar ist dies durch häufig verwendete Sprüche wie „a bit of alright“ („ein wenig gut“), was „sehr gut“ bedeutet.
Kleine Ferienhäuser, genannt bach, bleiben meist lange in Familienbesitz und werden besonders im Sommer und zu Weihnachten genutzt.

## Nationalstolz und Tourismus
Viele kleine Städte in Neuseeland haben Statuen für symbolische Gegenstände aufgebaut, die besichtigt werden können. Eine der berühmtesten Beispiele davon sind die riesigen Hund- und Schafsfiguren aus Wellblech in Tirau (Waikato), Forellen in Taupō, Gore und anderen Städten, eine Kiwifrucht in Te Puke, eine Karotte in Ohakune, Gummistiefel in Taihape und eine L&P-Flasche in Paeroa.
Otorohanga nennt sich die „Kiwiana-Hauptstadt“, wo es besondere Kiwiana-Veranstaltungen und -Feste gibt. Das größte Kiwivogelhaus des Landes ist ebenfalls in Otorohanga zu finden.